# Georges Baconnet
Pour les articles homonymes, voir Baconnet.
Georges Baconnet est un comédien français, né le 30 octobre 1892 à Ratenelle (Saône-et-Loire) et mort le 9 mars 1961 dans le 7e arrondissement de Paris.
Ce fut essentiellement un homme de théâtre, pensionnaire de la Comédie-Française du 1er septembre 1946 jusqu'à sa mort. Il a néanmoins participé à quelques films dans les années 1940 et 1950.
Georges Baconnet est inhumé au cimetière de la Croix-Rousse à Lyon.

## Filmographie
- 1926 : Le Miracle de Lourdes de Bernard Simon
- 1945 : Le Jugement dernier de René Chanas
- 1947 : La Carcasse et le tord-cou de René Chanas
- 1950 : Nous irons à Paris de Jean Boyer - (Le maire)
- 1950 : Le Rosier de Madame Husson de Jean Boyer - (M. Laboureur, le maire)
- 1951 : Jamais deux sans trois de André Berthomieu - (Le père Benoît)
- 1951 : Seul dans Paris de Hervé Bromberger - (François Bouqueret)
- 1951 : Le Plaisir de Max Ophüls, dans le sketch : "La maison Tellier" - (Un client de la maison Tellier)
- 1951 : Deux sous de violettes de Jean Anouilh - (M. Pignot)
- 1952 : Monsieur Leguignon lampiste de Maurice Labro - (Le voisin assureur, habitant le quartier)
- 1952 : Je suis un mouchard de René Chanas - (Le commissaire Baudin)
- 1952 : Le Trou normand de Jean Boyer - (M. Pichet, l'instituteur)
- 1953 : Leur dernière nuit de Georges Lacombe - (Le notaire)
- 1954 : Futures Vedettes de Marc Allégret
- 1955 : La Madelon de Jean Boyer - (Le père Michaud)
- 1955 : Les Duraton de André Berthomieu - (M. Tordu)
- 1956 : La Joyeuse Prison de André Berthomieu - (Ferdinand Bouchonnet)
- 1956 : Les Copains du dimanche de Henri Aisner
- 1957 : Élisa, de Roger Richebé - (Le commissaire)
- 1957 : Sénéchal le magnifique de Jean Boyer - (Le président du tribunal)
- 1958 : Péché de jeunesse de René Thévenet et Louis Duchesne - (l'oncle)
- 1960 : Le Mariage de Figaro de Jean Meyer - (Brid'oison)

## Théâtre
- 1926 : Le Dernier Empereur de Jean-Richard Bloch, mise en scène Armand Bour, théâtre de l'Odéon
- 1928 : Chotard et Cie de Roger Ferdinand, théâtre de l'Odéon
- 1930 : Boën ou la possession des biens de Jules Romains, mise en scène Alexandre Arquillière, théâtre de l'Odéon
- 1933 : Caracalla de Philippe-François Dumanoir et Clairville, théâtre de l'Odéon
- 1933 : Napoléon de Saint-Georges de Bouhélier, théâtre de l'Odéon
- 1934 : Pile ou face de Louis Verneuil, théâtre de l'Odéon
- 1934 : Jeanne d'Arc de Saint-Georges de Bouhélier, théâtre de l'Odéon
- 1934 : Les Femmes savantes de Molière, mise en scène Paul Abram, théâtre de l'Odéon
- 1936 : Le Jour de gloire d'André Bisson et Meg Villars d'après Charles Dickens, Théâtre de l'Odéon
- 1938 : Le Président Haudecœur de Roger Ferdinand, théâtre de l'Odéon
- 1944 : La Cerisaie d'Anton Tchekhov, adaptation Denis Roche , théâtre de l'Odéon
- 1945 : La Folle de Chaillot de Jean Giraudoux, mise en scène Louis Jouvet, théâtre de l'Athénée
- 1946 : Le Voyage de monsieur Perrichon d'Eugène Labiche et Édouard Martin, mise en scène Jean Meyer, Comédie-Française
- 1946 : Le Mariage de Figaro de Beaumarchais, mise en scène Jean Meyer, Comédie-Française
- 1946 : Les Fiancés du Havre d'Armand Salacrou, mise en scène Pierre Dux, Comédie-Française
- 1947 : Le Légataire universel de Jean-François Regnard, mise en scène Pierre Dux, Comédie-Française
- 1947 : Un client sérieux de Georges Courteline, mise en scène Jean Meyer, Comédie-Française
- 1947 : Chatterton d'Alfred de Vigny, Comédie-Française
- 1948 : Les Espagnols au Danemark de Prosper Mérimée, mise en scène Jean Meyer, Comédie-Française
- 1948 : Cyrano de Bergerac d'Edmond Rostand, mise en scène Pierre Dux, Comédie-Française
- 1949 : Le Roi de Robert de Flers et Gaston Arman de Caillavet, mise en scène Jacques Charon, Comédie-Française
- 1949 : L'Avare de Molière, mise en scène Jean Meyer, Comédie-Française
- 1949 : Jeanne la Folle de François Aman-Jean, mise en scène Jean Meyer, Comédie-Française au théâtre de l'Odéon
- 1949 : L'Homme de cendres d'André Obey, mise en scène Pierre Dux, Comédie-Française  au théâtre de l'Odéon
- 1950 : La Belle Aventure de Gaston Arman de Caillavet, Robert de Flers et Étienne Rey, mise en scène Jean Debucourt, Comédie-Française
- 1950 : Le Président Haudecœur de Roger-Ferdinand, mise en scène Louis Seigner, Comédie-Française au théâtre de l'Odéon.
- 1950 : La Robe rouge d'Eugène Brieux, mise en scène Jean Meyer, Comédie-Française
- 1950 : Un conte d'hiver de William Shakespeare, mise en scène Julien Bertheau, Comédie-Française
- 1950 : L'Arlésienne d'Alphonse Daudet, mise en scène Julien Bertheau, Comédie-Française au théâtre de l'Odéon
- 1951 : Le commissaire est bon enfant de Georges Courteline et Jules Lévy, mise en scène Robert Manuel, Comédie-Française
- 1951 : Le Dindon de Georges Feydeau, mise en scène Jean Meyer, Comédie-Française
- 1951 : Madame Sans-Gêne de Victorien Sardou, mise en scène Georges Chamarat, Comédie-Française
- 1951 : Antigone de Sophocle, adaptation André Bonnard, mise en scène Henri Rollan, Comédie-Française
- 1951 : Le Veau gras de Bernard Zimmer, mise en scène Julien Bertheau, Comédie-Française
- 1951 : Donogoo de Jules Romains, adaptation Jules Supervielle, mise en scène Jean Meyer, Comédie-Française
- 1951 : Comme il vous plaira de William Shakespeare, mise en scène Jacques Charon, Comédie-Française
- 1952 : Six personnages en quête d'auteur de Luigi Pirandello, mise en scène Julien Bertheau, Comédie-Française
- 1952 : Les Fourberies de Scapin de Molière, adaptation Jules Supervielle, mise en scène Jean Meyer, Comédie-Française
- 1953 : La Rabouilleuse d'Honoré de Balzac, mise en scène Émile Fabre, Comédie-Française
- 1954 : Chacun sa vérité de Luigi Pirandello, mise en scène Charles Dullin, Comédie-Française
- 1955 : L'Annonce faite à Marie de Paul Claudel, mise en scène Julien Bertheau, Comédie-Française
- 1955 : Le Pavillon des enfants de Jean Sarment, mise en scène Julien Bertheau, Comédie-Française
- 1956 : Brocéliande de Henry de Montherlant, mise en scène Jean Meyer, Comédie-Française
- 1956 : Les Fourberies de Scapin de Molière, mise en scène Jacques Charon, Comédie-Française
- 1957 : Les Misérables de Victor Hugo, adaptation Paul Achard mise en scène Jean Meyer, Comédie-Française
- 1957 : Polydora d'André Gillois, mise en scène de l'auteur, Comédie-Française au théâtre de l'Odéon
- 1957 : Mademoiselle de Jacques Deval, mise en scène Robert Manuel, Comédie-Française
- 1958 : Le Carrosse du Saint-Sacrement de Prosper Mérimée, mise en scène Jacques Copeau, Comédie-Française
- 1958 : Le Malade imaginaire de Molière, mise en scène Robert Manuel, Comédie-Française
- 1960 : Les Femmes savantes de Molière, mise en scène Jean Meyer, Comédie-Française